# Alicja w Krainie Czarów (film 2010)
Alicja w Krainie Czarów (ang. Alice in Wonderland) – amerykański film fantasy z 2010 w reżyserii Tima Burtona, stanowiący filmową adaptację powieści Alicja w Krainie Czarów i Po drugiej stronie lustra Lewisa Carrolla. W roli tytułowej wystąpiła Mia Wasikowska, Johnny Depp jako Szalony Kapelusznik, Helena Bonham Carter jako Czerwona Królowa, Anne Hathaway jako Biała Królowa oraz Alan Rickman jako Absolem.
Premiera filmu w Polsce odbyła się 5 marca 2010. Film w wybranych kinach był dostępny w wersji Disney Digital 3D, IMAX 3D oraz RealD 3D. Postacie dubbingowali m.in. Cezary Pazura, Małgorzata Kożuchowska, Katarzyna Figura, Bartłomiej Topa, Jan Peszek czy Małgorzata Braunek. Głos Alicji podłożyła Marta Wierzbicka.
2 marca 2010 odbyła się premiera albumu promującego film Tima Burtona, Almost Alice, m.in. z singlem Alice autorstwa Avril Lavigne.
Serwis Rotten Tomatoes przyznał filmowi wynik 51%.
Sequel filmu, zatytułowany Alicja po drugiej stronie lustra, miał premierę 10 maja 2016 roku.

## Fabuła
Kiedy Alicja była małą dziewczynką, pobiegła za Białym Królikiem, wpadła do jego nory i znalazła się w fantastycznym i nieco dziwacznym świecie zwanym Krainą Czarów, gdzie żyją bajkowe stwory, mówiące zwierzęta i śpiewające kwiaty, a mieszkańcy obchodzą nieurodziny. Teraz Alicja ma już 19 lat i powraca do tej niezwykłej krainy, nic nie pamiętając z poprzedniej wizyty. Dochodzi do tego, gdy Alicja ucieka tuż przed swoimi zaręczynami. Biegnąc przez las zauważa głęboką norkę, zagląda w jej głąb i wpada do magicznej krainy. Okazuje się jednak, że Kraina Czarów również się zmieniła. Pod jej nieobecność Czerwona Królowa umocniła swoją władzę i nadal sprawuje rządy silną ręką; sprawuje również kontrolę nad smokiem Żaberzwłokiem. Natomiast klasyczny już Biały Królik nadal się spieszy myśląc, że się już dawno spóźnił.

## Obsada
| Postacie ze świata rzeczywistego - Mia Wasikowska jako Alicja Kingsleigh - Mairi Ella Challen jako 6-letnia Alicja - Lindsay Duncan jako Helen Kingsleigh - Marton Csokas jako Karol Kingsleigh - Leo Bill jako Hamish Ascot - Tim Pigott-Smith jako lord Ascot - Geraldine James jako lady Ascot - Frances de la Tour jako ciocia Imogene - Jemma Powell jako Małgorzata Manchester z d. Kingsleigh - John Hopkins jako Lowell Manchester - Eleanor Tomlinson jako Fiona Chataway - Eleanor Gecks jako Faith Chataway | Postacie z Krainy Czarów - Johnny Depp jako Szalony Kapelusznik - Helena Bonham Carter jako Czerwona Królowa - Anne Hathaway jako Biała Królowa - Crispin Glover jako Skazeusz, Walet Kier - Michael Sheen jako Biały Królik (głos) - Alan Rickman jako Gąsienica Absolem (głos) - Stephen Fry jako Kot z Cheshire (głos) - Matt Lucas jako Dyludyludi i Dyludyludam - Paul Whitehouse jako Marcowy Zając (głos) - Barbara Windsor jako Mysz Mniamałyga (głos) - Timothy Spall jako Bernard (głos) - Christopher Lee jako Żaberzwłok (głos) - Michael Gough jako Ptak Dodo (głos) - Imelda Staunton jako kwiat (głos) |

## Wersja polska

### Tłumaczenie
Chociaż w momencie premiery filmu książkowa Alicja w krainie czarów dostępna była w przekładach dziewięciu tłumaczy, odpowiedzialny za polskie dialogi Jan Jakub Wecsile nie opierał się na żadnym z nich, sam tłumacząc wymyślone przez Carrolla nazwy. Przykładowo vorpal sword, w najpopularniejszym polskim przekładzie autorstwa Macieja Słomczyńskiego nazywany migbłystalnym mieczem, w filmie nazywany jest turpim koncerzem, a Jabberwocky – Żaberzwłokiem (Dżabbersmokiem u Słomczyńskiego).

### Obsada wersji polskiej
- Postacie ze świata rzeczywistego:
  - Marta Wierzbicka – Alicja Kingsleigh
  - Anna Dereszowska – Małgorzata Kingsleigh
  - Małgorzata Braunek – Helen Kingsleigh
  - Barbara Wrzesińska – Lady Ascot
  - Aleksander Bednarz – Lord Ascot
  - Halina Łabonarska – ciocia Imogene
  - Piotr Kozłowski – Karol Kingsleigh
- Postacie z Krainy Czarów:
  - Cezary Pazura – Szalony Kapelusznik
  - Katarzyna Figura – Czerwona Królowa
  - Małgorzata Kożuchowska – Biała Królowa
  - Bartłomiej Topa – Skazeusz, Walet Kier
  - Jan Wecsile –
    - Dyludyludi,
    - Dyludyludam

  - Krzysztof Dracz – Biały Królik
  - Jadwiga Jankowska-Cieślak – Mysz Mniamałyga
  - Jan Peszek – Kot z Cheshire
  - Miłogost Reczek – Gąsienica Absolem
  - Grzegorz Pawlak – Marcowy Zając
  - Franciszek Pieczka – Żaberzwłok
  - Włodzimierz Bednarski – Ptak Dodo

## Dochód
Podczas oficjalnej premiery Alicji w Krainie Czarów 5 marca 2010 film zarobił ponad 116 mln dolarów amerykańskich, co dało mu najlepszy wynik wiosny wszech czasów. Wpływy z tytułu sprzedanych biletów w sumie wyniosły 1 024 299 224 dolarów, co dało mu drugie miejsce (po Toy Story 3) spośród najbardziej kasowych filmów 2010 roku, i 43. pozycję na liście najbardziej dochodowych filmów w historii kina. Należy do produkcji wytwórni Walt Disney Pictures z dochodem ponad miliarda dolarów, obok filmów Piraci z Karaibów: Skrzynia umarlaka (2006) i Toy Story 3 (2010).

## Soundtrack

### Alice in Wonderland Original Motion Picture Soundtrack
1. „Alice’s Theme”
2. „Little Alice”
3. „Proposal/Down the Hole”
4. „Doors”
5. „Drink Me”
6. „Into the Garden”
7. „Alice Reprise #1"
8. „Bandersnatched”
9. „Finding Absolem”
10. „Alice Reprise #2"
11. „The Cheshire Cat”
12. „Alice and Bayard’s Journey”
13. „Alice Reprise #3"
14. „Alice Escapes”
15. „The White Queen”
16. „Only a Dream”
17. „The Dungeon”
18. „Alice Decides”
19. „Alice Reprise #4"
20. „Going to Battle”
21. „The Final Confrontation”
22. „Blood of the Jabberwocky”
23. „Alice Returns”
24. „Alice Reprise #5"

## Wyróżnienia
Oscary 2010
- najlepsza scenografia i dekoracja wnętrz – Robert Stromberg (scenografia) i Karen O’Hara (dekoracja wnętrz) (nagroda)
- najlepsze kostiumy – Colleen Atwood (nagroda)
- najlepsze efekty specjalne – Ken Ralston, David Schaub, Carey Villegas i Sean Phillips (nominacja)

Złote Globy 2010
- najlepszy film komediowy – Tim Burton (nominacja)
- najlepszy aktor w filmie komediowym – Johnny Depp (nominacja)
- najlepsza muzyka – Danny Elfman (nominacja)

BAFTA 2010
- najlepsze kostiumy – Colleen Atwood (nagroda)
- najlepsza charakteryzacja i fryzury – Valli O’Reilly i Paul Gooch (nagroda)
- najlepsza muzyka – Danny Elfman (nominacja)
- najlepsze efekty specjalne – Ken Ralston, David Schaub, Sean Phillips i Carey Villegas (nominacja)
- najlepsza scenografia – Robert Stromberg i Karen O’Hara (nominacja)

Satelita 2010
- najlepsze kostiumy – Colleen Atwood (nagroda)
- najlepsze efekty specjalne – Ken Ralston, Dave Schaub, Carey Villegas i Sean Phillips (nagroda)
- najlepsza scenografia i dekoracje wnętrz – Robert Stromberg i Stefan Dechant (nominacja)
- najlepszy film animowany lub produkcja wykorzystująca live-action (nominacja)
- najlepsza piosenka – Avril Lavigne, Alice (nominacja)